# San Félix (huyện)
Huyện San Félix là một huyện (distrito) thuộc tỉnh Chiriquí ở Panama. Theo điều tra dân số năm 2000, huyện này có dân số 5276 người. Huyện San Félix có diện tích 220 km². Huyện lỵ đóng tại Las Lajas.